# 德國大使館 (聖彼得堡)
聖彼得堡德國大使館被認為是簡約古典主義最初的代表作，設計者是彼得·貝倫斯。該建築最初是德意志帝國在俄羅斯帝國的大使館，後成為魏瑪共和國及納粹德國的領事館.。現在這座建築由俄羅斯的政府部門使用。